# مونته‌روسو کالابرو
مونته‌روسو کالابرو (به ایتالیایی: Monterosso Calabro) یک کومونه در ایتالیا است که در استان ویبو والنتیا واقع شده‌است.

## خصوصیات
مونته‌روسو کالابرو ۱۸٫۲ کیلومترمربع مساحت و ۱٬۹۲۷ نفر جمعیت دارد.